# Cửa khẩu Móng Cái
Cửa khẩu quốc tế Móng Cái là cửa khẩu quốc tế thuộc địa phận phường Hòa Lạc, thành phố Móng Cái, tỉnh Quảng Ninh, Việt Nam .
Cửa khẩu quốc tế Móng Cái thông thương sang cửa khẩu quốc tế Đông Hưng (東興口岸) ở huyện Đông Hưng, tỉnh Quảng Tây, Trung Quốc 
. Cầu Bắc Luân là điểm nối giữa hai thành phố, và là địa điểm được chính phủ hai nước chọn đặt cột mốc đầu tiên để phân định ranh giới quốc gia .

## Hoạt động
Trong thực tế hoạt động giao thương diễn ra ở hai lối cửa khẩu với tên gọi tại địa phương khác nhau .
- Cửa khẩu Bắc Luân đặt tại đầu cầu Bắc Luân thuộc vùng đất phường Hoà Lạc, phục vụ giao thương đường bộ cho người và hàng hóa.
- Cửa khẩu Ka Long đặt tại bờ sông Ka Long thuộc vùng đất phường Ka Long, chỉ phục vụ cho hàng hóa giao thương bằng đường thủy.

Cửa khẩu quốc tế Móng Cái là đầu mối lập ra Khu kinh tế cửa khẩu Móng Cái, là khu vực có quy chế khu kinh tế cửa khẩu đầu tiên ở Việt Nam theo quyết định của Thủ tướng Chính phủ Việt Nam ngày 01/4/2012 về việc thành lập khu kinh tế cửa khẩu Móng Cái .